# 叛艦喋血記 (1935年電影)
《叛艦喋血記》（英語：Mutiny on the Bounty）是一部1935年上映的美國电影，由弗兰克·洛伊德執導，改编自查爾斯·諾德霍夫和詹姆斯·諾曼·霍爾的小说《Mutiny on the Bounty》。本片中的三个男主演，克拉克·盖博、查尔斯·劳顿和弗朗·托恩演出精彩。
本片赢得了当年的奥斯卡最佳影片奖，同时获得了奥斯卡最佳男主角奖的提名，是奥斯卡历史上唯一的一次纪录。这个故事多次被搬上荧幕，除了1935年的这次外，另有1916、1933以及1962以及1984年的版本。

## 情节
本片的故事根据小说改编而来，而小说又建立在历史事件的基础之上。1787年，一艘英国皇家海军的驱逐舰从朴茨茅斯开往塔希提岛，它的任务是去那里装载面包果。这些面包果是准备给西印度群岛的奴隶们吃的，因为这种食物非常廉价。这艘船的船长，因为不近人情过于严格等原因而招致许多手下厌恶。相反，他的大副似乎是以为公平对人的领导。在执行任务期间，两人的关系不断恶化。不过，当船只停靠在塔希提岛时他们的关系有所缓解，大副大部分时间都待在岸上，甚至还迎娶了一位当地的姑娘。不过，回程的时候二者之间终于爆发了冲突并最终升级为了兵变。最后，大副把船长和他的支持者们送到了救生艇上，流放在海上。而船长最后竟然遇上了另一艘军舰，并最终找回了自己的船将叛变者们带回了英国。

## 演員
- 查尔斯·劳顿 飾 威廉·布萊
- 克拉克·盖博 飾 弗萊切·克里斯蒂安
- 弗朗·托恩（英语：Franchot Tone） 飾 Byam
- 赫爾伯特·穆丁（英语：Herbert Mundin） 飾 史密夫（英语：John Adams (mutineer)）
- 埃迪·奎蘭（英语：Eddie Quillan） 飾 艾里森（英语：Thomas Ellison (mutineer)）
- 杜德利·迪格斯（英语：Dudley Digges (actor)） 飾 Bacchus
- 唐納德·克里斯普 飾 Burkitt
- 亨利·斯蒂芬森（英语：Henry Stephenson） 飾 約瑟夫·班克斯
- 莫維塔·卡斯塔尼達（英语：Movita Castaneda） 飾 Tehani
- 馬莫·克拉克（英语：Mamo Clark） 飾 Maimiti